# Saint-Nicolas-des-Laitiers
Saint-Nicolas-des-Laitiers település Franciaországban, Orne megyében. Lakosainak száma 82 fő (2018. január 1.). Saint-Nicolas-des-Laitiers Touquettes, Bocquencé, Heugon, Le Sap-André és Villers-en-Ouche községekkel határos.

## Népesség
A település népessége az elmúlt években az alábbi módon változott:
| Lakosok száma | 164  | 161  | 125  | 97   | 89   | 92   | 87   | 86   | 84   | 82   |
|               | 1962 | 1968 | 1975 | 1982 | 1990 | 2008 | 2013 | 2015 | 2017 | 2018 |